# Saint-Martin-de-Fenouillet
Saint-Martin-de-Fenouillet (do 2014 roku pod nazwą Saint-Martin) – miejscowość i gmina we Francji, w regionie Oksytania, w departamencie Pireneje Wschodnie. W 2013 roku populacja gminy wynosiła 62 mieszkańców. 
3 grudnia 2014 roku zmieniono nazwę gminy z Saint-Martin na Saint-Martin-de-Fenouillet. 